# Tatepeira
Tatepeira es un género de arañas araneomorfas de la familia Araneidae. Se encuentra en  Sudamérica.

## Lista de especies
Según The World Spider Catalog 12.0:
- Tatepeira carrolli Levi, 1995
- Tatepeira itu Levi, 1995
- Tatepeira stadelmani Levi, 1995
- Tatepeira tatarendensis (Tullgren, 1905)